# Rallye Zypern 2006

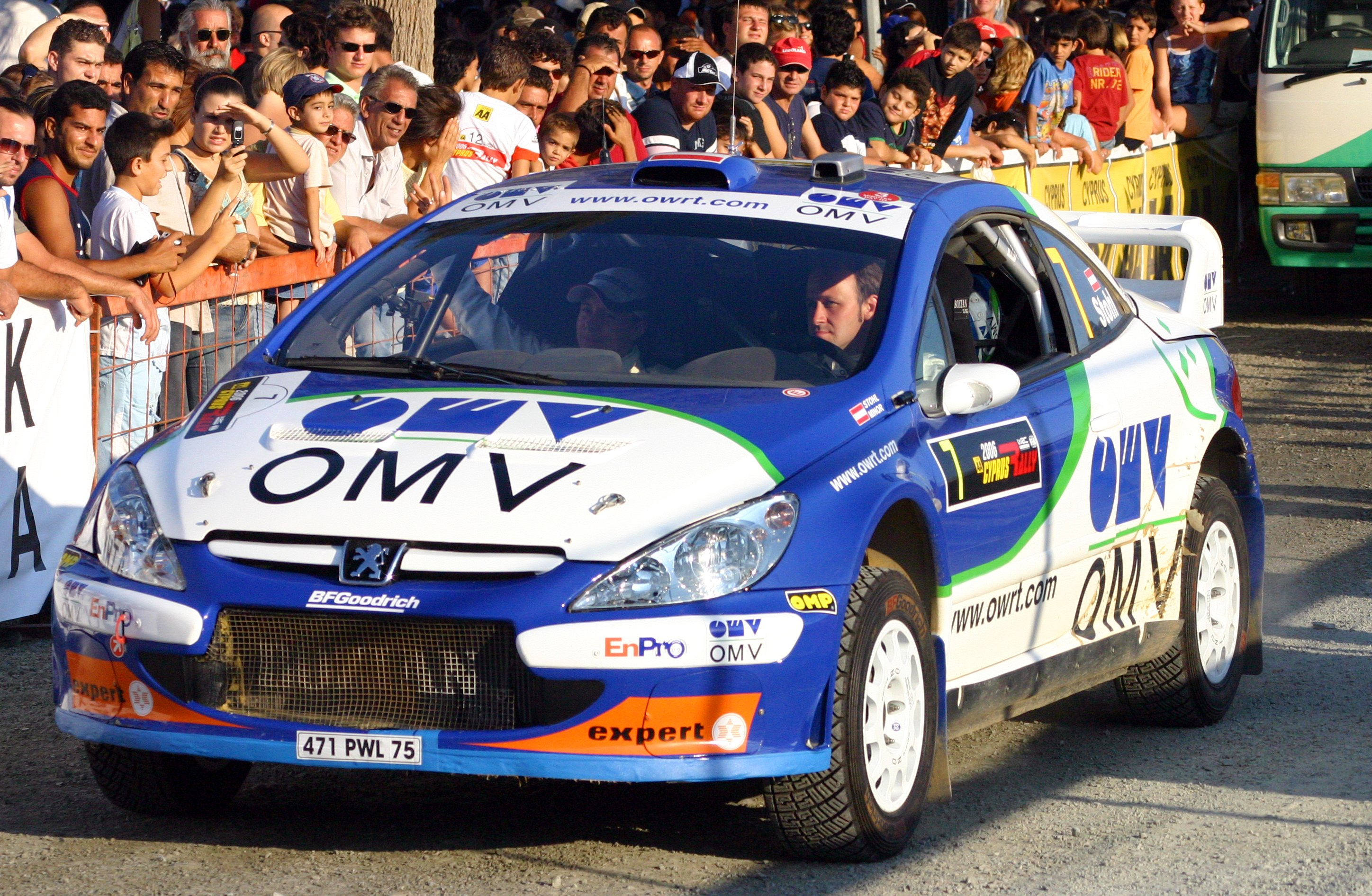
Manfred Stohl und Ilka Minor auf Zypern 2006

Die 34. Rallye Zypern war der 12. Lauf zur FIA-Rallye-Weltmeisterschaft 2006. Sie dauerte vom 22. bis zum 24. September 2006 und es waren insgesamt 22 Wertungsprüfungen (WP) geplant, davon musste eine (WP 20) abgesagt werden.

## Klassifikationen

### Endergebnis
| WRC     |                   |                   |                          |           |                |    |
| 01      | Sébastien Loeb    | Daniel Elena      | Citroën Xsara WRC        | 4:40:50.4 | 00:00.0 0:00.0 | 10 |
| 02      | Marcus Grönholm   | Timo Rautiainen   | Ford Focus RS WRC        | 4:41:11.6 | 00:21.2 0:21.2 | 8  |
| 03      | Mikko Hirvonen    | Jarmo Lehtinen    | Ford Focus RS WRC        | 4:46:06.5 | 05:16.1 4:54.9 | 6  |
| 04      | Manfred Stohl     | Ilka Minor        | Peugeot 307 WRC          | 4:47:30.1 | 06:39.7 1:23.6 | 5  |
| 05      | Toni Gardemeister | Jakke Honkanen    | Citroën Xsara WRC        | 4:49:30.8 | 08:40.4 2:00.7 | 4  |
| 06      | Henning Solberg   | Cato Menkerud     | Peugeot 307 WRC          | 4:55:30.4 | 14:40.0 5:59.6 | 3  |
| 07      | Xevi Pons         | Carlos del Barrio | Citroën Xsara WRC        | 4:55:37.1 | 14:46.7 0:06.7 | 2  |
| 08      | Petter Solberg    | Phil Mills        | Subaru Impreza S12 WRC   | 4:56:11.9 | 15:21.5 0:43.8 | 1  |
| 09      | Chris Atkinson    | Glenn Macneall    | Subaru Impreza S12 WRC   | 4:58:05.4 | 17:15.0 1:53.5 | 0  |
| 10      | Matthew Wilson    | Glenn Macneall    | Ford Focus RS WRC        | 5:06:11.4 | 25:21.0 8:06.0 | 0  |
| PWRC    |                   |                   |                          |           |                |    |
| 01 (11) | Fumio Nutahara    | Daniel Barritt    | Mitsubishi Lancer Evo IX | 5:10:43.3 | 0:00.0         | 10 |
| 02 (12) | Aki Teiskonen     | Miikka Anttila    | Subaru Impreza STi       | 5:15:00.8 | 4:17.5         | 8  |
| 03 (13) | Khalid Al-Qassimi | Nicky Beech       | Subaru Impreza STi       | 5:16:42.5 | 5:59.2 1:41.7  | 6  |

Insgesamt wurden 27 von 40 gemeldeten Fahrzeugen klassiert.

### Wertungsprüfungen
| Tag                       | WP                        | Name            | Länge    | Start MESZ      | Gewinner        | Co-Pilot          | Auto                   | Zeit           | Leader          |
| Tag 1 22. September       |                           |                 |          |                 |                 |                   |                        |                |                 |
| ------------------------- | ------------------------- | --------------- | -------- | --------------- | --------------- | ----------------- | ---------------------- | -------------- | --------------- |
| Tag 1 22. September       | WP1                       | Xyliatos 1      | 8,09 km  | 08:43           | Marcus Grönholm | Timo Rautiainen   | Ford Focus RS WRC      | 07:43.3        | Marcus Grönholm |
| Tag 1 22. September       | WP2                       | Kaspouras 1     | 10,17 km | 09:04           | Marcus Grönholm | Timo Rautiainen   | Ford Focus RS WRC      | 09:14.1        | Marcus Grönholm |
| Tag 1 22. September       | WP3                       | Asinou 1        | 25,61 km | 09:37           | Marcus Grönholm | Timo Rautiainen   | Ford Focus RS WRC      | 26:52.4        | Marcus Grönholm |
| Tag 1 22. September       | WP4                       | Kato Amiantos 1 | 11,87 km | 11:05           | Petter Solberg  | Phil Mills        | Subaru Impreza S12 WRC | 09:33.4        | Marcus Grönholm |
| Tag 1 22. September       | Service Lemesos 12:20 Uhr |                 |          |                 |                 |                   |                        |                | Marcus Grönholm |
| Tag 1 22. September       | WP5                       | Xyliatos 2      | 8,09 km  | 14:03           | Marcus Grönholm | Timo Rautiainen   | Ford Focus RS WRC      | 07:26.5        | Marcus Grönholm |
| Tag 1 22. September       | WP6                       | Kaspouras 2     | 10,17 km | 14:24           | Sébastien Loeb  | Daniel Elena      | Citroën Xsara WRC      | 08:56.4        | Marcus Grönholm |
| Tag 1 22. September       | WP7                       | Asinou 2        | 25,61 km | 14:57           | Sébastien Loeb  | Daniel Elena      | Citroën Xsara WRC      | 26:07.1        | Marcus Grönholm |
| Tag 1 22. September       | WP8                       | Kato Amiantos 2 | 11,87 km | 16:25           | Sébastien Loeb  | Daniel Elena      | Citroën Xsara WRC      | 09:26.8        | Marcus Grönholm |
| Tag 1 22. September       | Service Lemesos 17:20 Uhr |                 |          |                 |                 |                   |                        |                | Marcus Grönholm |
| Tag 2 23. September       |                           |                 |          |                 |                 |                   |                        |                | Marcus Grönholm |
| Service Lemesos 06:45 Uhr |                           |                 |          |                 |                 |                   |                        |                | Marcus Grönholm |
| WP9                       | Kellaki 1                 | 9,49 km         | 07:38    | Marcus Grönholm | Timo Rautiainen | Ford Focus RS WRC | 08:01.4                |                | Marcus Grönholm |
| WP10                      | Akrounta 1                | 7,99 km         | 08:16    | Marcus Grönholm | Timo Rautiainen | Ford Focus RS WRC | 07:44.9                |                | Marcus Grönholm |
| WP11                      | Foini 1                   | 30,33 km        | 09:34    | Sébastien Loeb  | Daniel Elena    | Citroën Xsara WRC | 26:20.8                |                | Marcus Grönholm |
| WP12                      | Galatareia 1              | 13,33 km        | 10:32    | Sébastien Loeb  | Daniel Elena    | Citroën Xsara WRC | 08:17.8                |                | Marcus Grönholm |
| Service Lemesos 12:12 Uhr |                           |                 |          |                 |                 |                   |                        |                | Marcus Grönholm |
| WP13                      | Kellaki 2                 | 9,49 km         | 13:25    | Sébastien Loeb  | Daniel Elena    | Citroën Xsara WRC | 08:01.7                |                | Marcus Grönholm |
| WP14                      | Akrounta 2                | 7,99 km         | 14:03    | Sébastien Loeb  | Daniel Elena    | Citroën Xsara WRC | 07:35.4                | Sébastien Loeb |                 |
| WP15                      | Foini 2                   | 30,33 km        | 16:21    | Sébastien Loeb  | Daniel Elena    | Citroën Xsara WRC | 25:56.1                | Sébastien Loeb |                 |
| WP16                      | Galatareia 2              | 13,33 km        | 16:19    | Sébastien Loeb  | Daniel Elena    | Citroën Xsara WRC | 08:09.7                | Sébastien Loeb |                 |
| Service Lemesos 17:39 Uhr |                           |                 |          |                 |                 |                   |                        | Sébastien Loeb |                 |
| Tag 3 24. September       |                           |                 |          |                 |                 |                   |                        | Sébastien Loeb |                 |
| Service Lemesos 06:41 Uhr |                           |                 |          |                 |                 |                   |                        | Sébastien Loeb |                 |
| WP17                      | Vavatsinia 1              | 25,24 km        | 07:54    | Sébastien Loeb  | Daniel Elena    | Citroën Xsara WRC | 22:24.1                | Sébastien Loeb |                 |
| WP18                      | Machairas 1               | 12,94 km        | 08:52    | Marcus Grönholm | Timo Rautiainen | Ford Focus RS WRC | 10:56.6                | Sébastien Loeb |                 |
| WP19                      | Lageia                    | 8,99 km         | 09:35    | Marcus Grönholm | Timo Rautiainen | Ford Focus RS WRC | 07:21.6                | Sébastien Loeb |                 |
| Service Lemesos 10:42 Uhr |                           |                 |          |                 |                 |                   |                        | Sébastien Loeb |                 |
| WP20                      | Down Town                 | 3,40 km         | 11:35    | abgesagt        | abgesagt        | abgesagt          | abgesagt               | Sébastien Loeb |                 |
| Service Lemesos 11:55 Uhr |                           |                 |          |                 |                 |                   |                        | Sébastien Loeb |                 |
| WP21                      | Vavatsinia 2              | 25,24 km        | 13:03    | Sébastien Loeb  | Daniel Elena    | Citroën Xsara WRC | 23:19.8                | Sébastien Loeb |                 |
| WP22                      | Machairas 2               | 12,94 km        | 13:56    | Marcus Grönholm | Timo Rautiainen | Ford Focus RS WRC | 10:48.8                | Sébastien Loeb |                 |
| Service Lemesos 15:27 Uhr |                           |                 |          |                 |                 |                   |                        | Sébastien Loeb |                 |

### Gewinner Wertungsprüfungen
| WP                        | Anzahl | Fahrer          | Auto                   |
| ------------------------- | ------ | --------------- | ---------------------- |
| 6–8, 11–17, 21            | 11     | Sébastien Loeb  | Citroën Xsara WRC      |
| 1–3, 5, 9, 10, 18, 19, 22 | 9      | Marcus Grönholm | Ford Focus RS WRC      |
| 4                         | 1      | Petter Solberg  | Subaru Impreza S12 WRC |

### Fahrer-WM nach der Rallye
| Pos. | Fahrer          | Punkte |
| ---- | --------------- | ------ |
| 1    | Sébastien Loeb  | 112    |
| 2    | Marcus Grönholm | 77     |
| 3    | Dani Sordo      | 41     |
| 4    | Mikko Hirvonen  | 39     |
| 5    | Manfred Stohl   | 33     |

### Team-Weltmeisterschaft
| Pos. | Team               | Punkte |
| ---- | ------------------ | ------ |
| 1    | Kronos Citroën WRT | 142    |
| 2    | Ford WRT           | 135    |
| 3    | Subaru WRT         | 79     |
| 4    | Peugeot Norway     | 59     |